# هاني حسين
هاني حسين (15 مايو 1980 -)، مغني وممثل مصري. ولد في مصر وبعد عامين عاش في بلجيكا لمدة 5 سنوات وفي دبي لنحو 10 أعوام ثم جاء إلى مصر مع أسرته حيث أن والده كان يعمل قاضيا في دبي وجنيف وسويسرا والولايات المتحدة وأيضا ولدته السيده فيفيان واختان نورا ودينا. تخرج من جامعة سيتي لندن في إدارة أعمال العلمية المتخصصة في التسويق.
كان يعمل في شركة ميكروسوفت وعمل كموديل لإحدى بيوت الموضة وموديل في كليبات. شارك في ستار أكاديمي 3 وحصل على المركز الثاني فيه. متميز بمواهب عدة الرقص والغناء والتمثيل والرسم والكتابة.

## العمل
فنان شامل بدأ حياته الفنية كموديل في الإعلانات والكليبات حتى زادت شهرته في ستار اكاديمي 3 وله فيديو كليب مع المغنى كريس دي بريج إعلان لصالح شركة بيبسي وكليب زمن الموسيقى خلال ستار أكاديمي 3. وتدرب على اتقان التمثيل ومخارج الحروف وحصل على تدريب فوكاليز صوتي تحت إشراف الفنانة اسعاد يونس وإيمان يونس لعمل أفلام من إنتاج شركة إسعاد يونس للإنتاج السينمائي.
فيديو كليباته قليلة وهي ماتغبش عليا - حب عمري. وشارك في فيلم أدرينالين ومسلسل العتبة الحمراء.

## أعماله
كليب MyFathersEyes 2006
كليب ماتغبش عليا 2007
كليب حب عمرى 2008
فيلم ادرينالين 2009
مسلسل العتبه الحمرا رمضان 2010
اغنيه الناس في مصر أبريل 2011
مسلسل الشحروره رمضان 2011
اغنيه مش منقول البوم pause1 2011